# Gmina Vänersborg
Gmina Vänersborg (szw. Vänersborgs kommun) – gmina w Szwecji, w regionie Västra Götaland, z siedzibą w Vänersborg.
Pod względem zaludnienia Vänersborg jest 60. gminą w Szwecji. Zamieszkuje ją 37 105 osób, z czego 50,22% to kobiety (18 635) i 49,78% to mężczyźni (18 470). W gminie zameldowanych jest 1239 cudzoziemców. Na każdy kilometr kwadratowy przypada 57,31 mieszkańca. Pod względem wielkości gmina zajmuje 148. miejsce.